# Ritvij
Een ritvij of ritvik (Sanskriet: ऋत्विज्, ऋत्विक्, IAST: ṛtvij, ṛtvik) was een vedische offeraar, een priester die offers (yajna) bracht. Binnen deze priestergroep zijn meerdere verdelingen te onderscheiden die veranderden met tijd, plaats en stroming. De ritvij moesten voor de vedische recitatie de duizenden hymnen en voorschriften uit de Veda's memoriseren of meer specifiek automatiseren.

## Rigveda
Aanvankelijk lag de leiding over de offerrituelen bij de yajamana, de pater familias van een stam. Naarmate de rituelen uitgebreider werden, waren er meer brahmanen nodig. Ten tijde van de Rigveda waren er naast de yajamana zeven priesters:
- hotri (hotṛ)
- adhvaryu
- agnidh (agnīdh)
- maitravaruna (maitrāvaruṇa)
- potri (potṛ)
- neshtri (neṣṭṛ)
- brahmana

Dit kwam overeen met de situatie in Iran, waar de zaotar ook zeven priesters omvatte. Naast deze priesters had de purohita als priester van de raja, het stamhoofd, een bijzonder invloedrijke positie. Zo namen deze in de Slag van de Tien Koningen uit de Rigveda een sleutelpositie in.

## Kuru-reformatie
De Kuru's zetten een reformatie in gang van de rigvedische rituelen naar de śrauta-rituelen, wat de verdere ontwikkeling en canonisering van de Veda's stimuleerde. Hoe deze Kuru-reformatie is verlopen, is onduidelijk, omdat er een gat zit tussen de Rigveda en de Maitrayani-Samhita en Katha-Samhita, de vroegste werken van de Yajoerveda, de Veda van de mantra's. Wel is duidelijk dat gedurende deze periode het aantal priesters van zeven afnam naar vier. Elke priester droeg bij aan de offers, wat de uiteindelijke reden is dat de andere drie Veda's ontstonden. Elke Veda werd voorgedragen door een eigen priester:
- de Rigveda door de hotri of roeper
- de Yajoerveda door de adhvaryu of celebrant
- de Samaveda (sāman: lied) door de udgatar (udgātṛ) of zanger
- de Atharvaveda door de brahman of opperpriester

Omdat de rituelen de macht van de goden in toom hield, nam ook het belang van de priesters toe. Aan het begin van deze mantra-periode waren de hotri van de oude Rigveda nog de meest prominente priester, maar gaandeweg verloren zij hun dominante positie aan de adhvaryu van de Yajoerveda. Vanwege de onderlinge concurrentie deden de hotri aanpassingen in de Rigveda om bij te blijven. Mandala 9 bevat dan ook sāmans en mandala 10 atharva-achtige hymnen.

## Vroege historische en klassieke periode
Gedurende de tijd kwamen er steeds meer soorten offers die bij bepaalde gelegenheden uitgevoerd moesten worden. Deze varieerden in duur, omvang en frequentie en kenden verschillende priesters. De grote offers vergden een grote groep priesters. In de shrauta-soetra's van de Rigveda, de Ashvalayana-shrauta-soetra (4.1-6) en de Shankhyana-shrauta-soetra (13.14.1), kreeg elke priester drie assistenten:
- hotā
  - maitrāvaruṇo
  - acchāvāko
  - grāvastut (grāvastud)
- adhvaryuḥ
  - pratiprasthātā
  - neṣṭā
  - unnetā
- brahmā
  - brāhmaṇācchaṃsy (brāhmaṇācchaṃsī)
  - āgnīdhraḥ (āgnīdhra)
  - potā
- udgātā
  - prastotā
  - pratihartā
  - subrahmaṇya (subrahmaṇyo)

Naast deze zestien wordt in diverse werken ook wel een zeventiende priester genoemd. Deze sadasya overziet het geheel bij rituelen die tussen de dertien en honderd dagen duren.
Deze grootse opzet in opdracht van een yajamana als patroon was te kostbaar voor de meerderheid. Dit gold niet voor het relatief eenvoudige dagelijkse vuuroffer, de agnihotra, dat daardoor een belangrijke rol verkreeg. Deze kon uitgevoerd worden zonder priester of met alleen een adhvaryu. Naast dit shrauta-ritueel wordt ook het grhyakarma-ritueel aupasana dagelijks uitgevoerd. De darshapurnamasa behoort tot de incidentele rites (naimittika) en wordt met vier priesters uitgevoerd, terwijl de chaturmasya vijf priesters vergt en het dierenoffer pashubandha zes.
Niet iedereen die een rol speelt bij een offer is een priester. Zo waren de samitri (slachter), vaikarta (slager) en chamasadhvaryu (assistenten van de adhvaryu) geen ritvij.

## Positie en oriëntatie
De Baudhayana-shrauta-soetra, behorende bij de Yajoerveda van de adhvaryu's, heeft een opstelling voor de priesters waarbij de adhvaryu richting het oosten kijkt. De priesters van de Samaveda zitten westelijk en zingen richting noord (udgata, zingen naar het noorden), west en zuid, maar niet naar het oosten. Zij die de Rigveda reciteren zitten oostelijk en kijken naar het oosten, zodat de priesters van deze Veda's elkaar niet in de ogen kunnen zien. Later zou de adhvaryu alle kanten op mogen kijken.
In de latere Shrimad Bhagavatam kreeg de hotā de oostelijke richting, de brahmā de zuidelijke, de adhvaryu de westelijke en de udgātā de noordelijke. De andere priesters kregen de richtingen daar tussenin.